# Prédispositions à l'arthrite par l'horloge biologique
Le rôle de l’horloge biologique dans le développement de maladies dont l’arthrite a fait l’objet de plusieurs études.
Elle a été identifiée comme un élément important dans la formation et le maintien des articulations. En contrepartie, le mécanisme du phénomène reste encore inconnu. Le manque de sommeil ainsi que l’inflammation dans les articulations sont eux aussi pointés du doigt dans certaines recherches.

## Le mécanisme moléculaire de l’horloge
Principalement influencée par la lumière, l'horloge biologique est constituée d'un centre organisationnel, le noyau suprachiasmatique (NSC). Ce dernier est situé dans l'hypothalamus de l'encéphale et l'information lumineuse captée par les yeux passe par le nerf optique et se rend jusqu'à lui. L’ensemble du mécanisme de l’horloge est formé de deux boucles de rétroactions négatives qui exercent un contrôle sur la transcription et la traduction de gènes spécifiques. La première boucle est composée d’un hétérodimère formé par deux protéines telles que la brain and muscle arnt-like 1 (BMAL1) et la circadian locomotor output cycles kaput (Clock). L’hétérodimère agit comme un facteur de transcription de gènes ayant pour fonction l’activation de la transcription de gènes tels que Period (PER1, PER2, and PER3) et les gènes Cryptochromes (CRY1 et CRY2).
La transcription du gène Cry est indispensable puisqu’elle permet l’importation de la protéine PER dans le noyau et donc, la formation de la première boucle de rétroaction. Les gènes Per et Cry, inhibent leur propre transcription par le biais d’une protéine faisant partie de la famille des récepteurs nucléaires, la Rev-Erb alpha. Cette dernière va se lier aux éléments de réponse ROR (ROREs) dans le promoteur de Bmal1 pour réguler la transcription de celui-ci et ainsi, former la deuxième boucle de rétroaction négative. Des modifications post- traductionnelles ont lieu grâce à des protéines, telles que des kinases (CKI e) qui vont, entre autres, réguler l’activité des protéines de l’horloge sur un cycle d’environ 24 heures .

## L’horloge biologique dans les tissus périphériques
Les cellules périphériques, dont celles provenant du cartilage et des os, sont dotées de leur propre horloge interne. Bien qu’elles puissent montrer un rythme circadien en culture, elles ont besoin des différents signaux de contrôle provenant du NSC pour rester synchronisées les unes avec les autres. Par le biais d'une signalisation neuronale et hormonale, le NSC transmet différentes informations afin de générer une synchronisation entre toutes les cellules et ce, en harmonie avec l’environnement extérieur. En effet, des récepteurs adrénergiques de cellules osseuses ont montré une forte régulation des gènes de l’horloge incluant Per1, Per2 et Per3. Chez les mammifères, l'horloge biologique est donc présent dans toutes les cellules, mais le NSC reste l’élément fondamental au maintien de l’homéostasie au niveau cellulaire.

## Fonctions métaboliques
Tout au long de leur existence, les tissus osseux sont constamment dégradés et remplacés par de nouveaux ostéocytes matures. Il s’agit d’un entretien sous forme cyclique qui permet de maintenir l’intégrité des os. De plus, l'activité de résorption des ostéoclastes présente une rythmicité sous le contrôle de diverses hormones endocrines et cytokines,. Des études in vitro ont montré que BMAL1 permet de réguler l'homéostasie en contrôlant le rythme de différenciation des cellules souches en ostéocytes. Ainsi, une altération de l’horloge, plus particulièrement dans la transcription du gène BMAL1, résulte en un vieillissement prématuré associé à des problèmes en lien avec l'âge comme l'arthrite.

## Une désynchronisation du rythme de l’horloge affecte la régénération du cartilage
Une extraction de tissu cartilagineux, sur des individus souffrant d’arthrite et des individus non atteints a été effectuée dans le but d’analyser les ARN transcrits. Grâce à l'utilisation de la polymerase chain reaction (PCR) et d'une visualisation par immunohistochimie, le niveau d'expression de protéines en lien avec l'horloge dans les deux contextes a été comparé. Ainsi, les chondrocytes ont permis d’observer une différence dans l’expression génique entre les deux types d’échantillon. Par la suite, ces cellules ont été traitées avec des small interfering RNA (siRNA) afin d'y observer l’impact au niveau de la signalisation d'un facteur de croissance important, le growth factor beta (TGF-β). Les siRNA ont permis ce changement par leur liaison spécifique à une séquence d'ARN-messagers (ARNm). L'expression des gènes ciblés a été supprimée par le clivage produit par les siRNA. Il s'avère que le niveau des protéines de l'horloge ainsi que les ARN correspondants montraient un niveau significativement bas chez les individus atteints, comparativement aux individus normaux. De plus, les résultats, à la suite du traitement avec des siRNA, ont présenté un changement important dans la voie de signalisation du facteur de croissance TGF-β. À la suite de l'examen histologique du cartilage provenant du genou chez une souris atteinte d'arthrite et d'une autre qui n'est pas atteinte, une comparaison du niveau de protéoglycanes, des protéines faisant partie de la matrice extracellulaire, a été faite. Il s’est avéré qu'un taux particulièrement faible était présent chez l'individu ayant de l'arthrite au niveau du genou.

## Mauvaise qualité du sommeil en lien avec l'Arthrite
Une étude sur l'effet d'un manque de sommeil consécutif de 40 heures auprès de sujets en santé, n'ayant aucun trouble de sommeil, a été réalisée afin d'évaluer le niveau de cortisol et de cytokines inflammatoires, à partir d'échantillons de plasma sanguin et de salive. Les participants ont suivi une routine contraire à leur rythme endogène. Une augmentation significative de différentes protéines en lien avec l'inflammation a été constatée. De plus, une augmentation en cellules immunitaires, plus particulièrement des mastocytes, a été observé à l'aide d'une coloration basique au bleu de Toludine. Au préalable, les souris ont été exposées à un environnement qui ne correspondait pas à leurs rythmes endogènes.
Une étude faite sur 30 sujets n'ayant pas reçu de diagnostic, ni de symptômes en lien avec l'arthrite a permis d'évaluer l'effet d'un manque de sommeil sur l'activation de la transcription des gènes codants des cytokines inflammatoires. En premier lieu, des mesures du niveau de cytokines présentes dans les tissus ont été faites sur 3 périodes différentes de la journée dans des conditions normales. Dans un deuxième temps, des mesures ont été prises à la suite d'un manque de sommeil après une nuit sans dormir. À l'aide de microréseaux d'ADN l'analyse de changements transcriptionel au niveau des cellules immunitaires a été réalisé. Une activation immunitaire et l'induction de cytokines inflammatoires en résultait, en comparaison avec les données de l’individu sans privation de sommeil.

## L’inflammation contribue à la dégradation du cartilage
L’hypothèse que le taux de cytokines proinflammatoires, comme les Interleukin 1 (IL-1) et les tumor necrosis factor alpha (TNFα), perturbe le cycle de l’horloge a été confirmé. En effet, lors du traitement d’un échantillon de cartilage avec ces agents proinflammatoires, l’horloge des chondrocytes a démontré de fortes perturbations. Les IL-1 ont été identifiés comme étant particulièrement nuisible au maintien de l’homéostasie et ainsi, comme un facteur qui prédispose à des dommages tissulaires,. Elles n’ont pas seulement un effet favorisant la dégradation, mais elles montrent aussi un effet d’inhibition de mécanismes anaboliques.